# Міхаель Флоран ван Лангрен
Міхаель Флоран ван Лангрен (нід. Michiel Florent van Langren, лат. Langrenus, 27 квітня 1598, Амстердам — травень 1675, Брюссель) — голландський астроном і картограф XVII століття . 
На честь Міхаеля ван Лангрена названо кратер на Місяці.

## Біографічні відомості
Народився в сім'ї Арнольда ван Лангрен в Амстердамі. У 1609 році батько Міхаеля з сім'єю переїхав до Антверпена в Південних Нідерландах, що перебували під іспанським пануванням. Король Іспанії  Філіп III удостоїв Арнольда ван Лангрен титулу «Сферографія їх Величностей» та допомоги у 300 ліврів на ведення робіт. Міхаель не зміг отримати університетської освіти, але продовжив праці династії, став картографом і інженером, отримавши згодом від короля  Філіпа IV титул королівського космограф і математика, і вів роботи під патронажем  інфанти  іспанських Нідерландів  Ізабелли Клари Євгенії.
Серед робіт Міхаеля відомі його праці з визначенням  довготи. У 1644 році він створив перший (відомий) графік даних, що показують численні вимірювання відстані по довготі між Толедо і Римом.

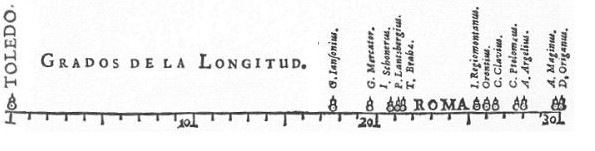
Графік, що демонструє дані вимірювання дуги меридіана від Толедо до Рима

Міхаель ван Лангрен вважав, що може підвищити точність визначення довготи, особливо на морі, шляхом спостереження піків і  кратерів Місяця як під час  місячних затемнень, так і протягом усього циклу зміни [ [Фази Місяця | фаз]]. Йому належить створення першої карти Місяця (1645); крім того, він планував випускати карти Місяця в тридцяти різних фазах, але так і не реалізував цей план. Міхаель ван Лангрен також був першим астрономом, який почав давати імена різним об'єктам на поверхні Місяця, але лише деякі з цих назв були прийняті астрономічним співтовариством, оскільки вони в основному носили імена членів іспанського королівського суду. Міхаель ван Лангрен також опублікував свої спостереження комети 1652 — C/1652 Y1.

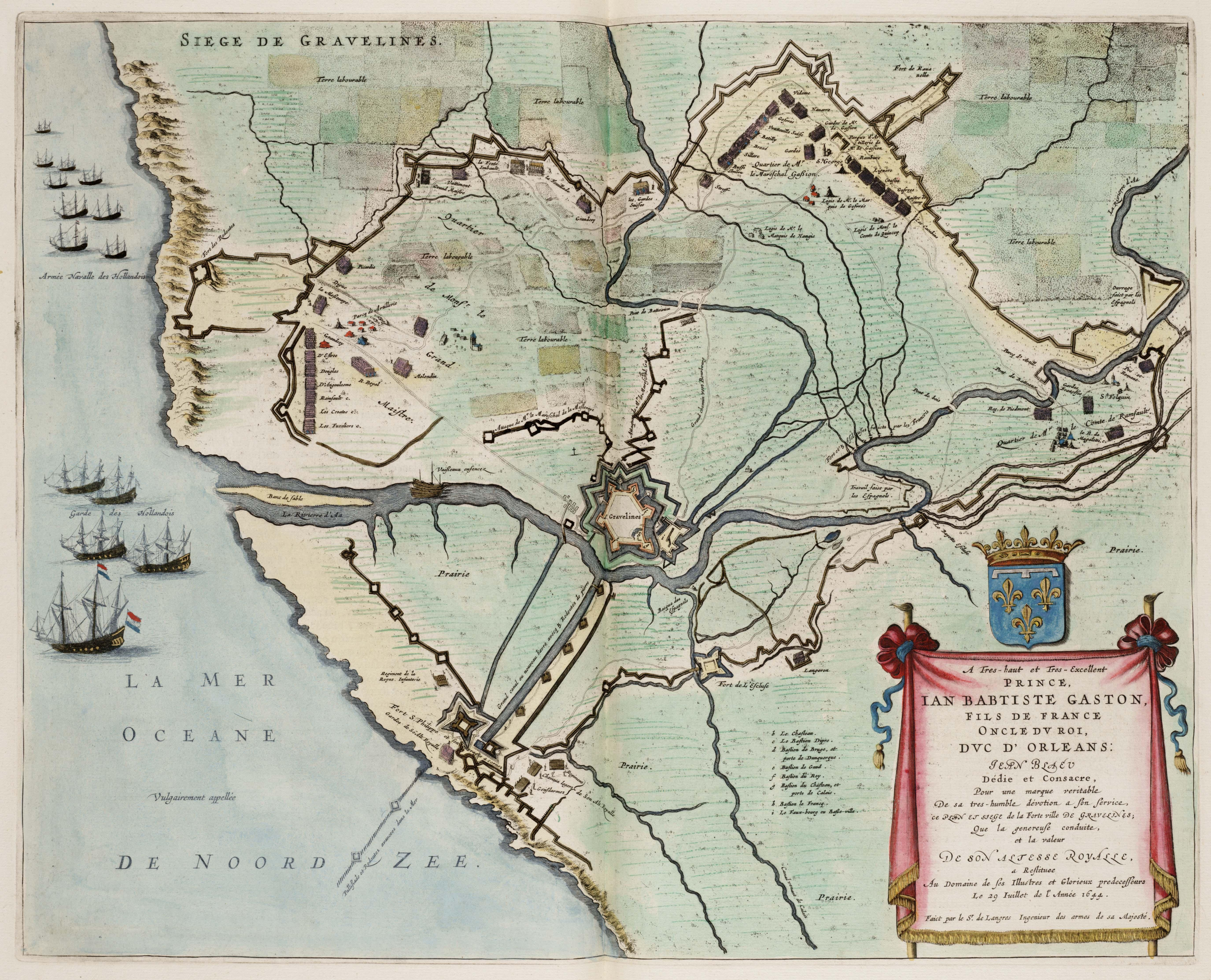
Розроблена Лангреном схема облоги фортеці Гравлін в 1644 р.

Як картограф Міхаель ван Лангрен виготовив ряд різних карт  Іспанських Нідерландів, розробив план порту в районі Дюнкерка, проект реконструкції порту Остенде, плани з розчищення каналів Антверпена та боротьби з повенями.
Як військовий інженер він займався спорудженням фортифікацій у різних містах, включаючи Брюссель. Крім того, Міхаель ван Лангрен брав участь у проектуванні та будівництві каналу (залишився незавершеним) між Рейном і Маасом, названого на честь інфанти Fossa Eugeniana. Міхаель ван Лангрен також є автором найстаріших відомих малюнків і викарбуваної на міді схеми всього каналу.